# Приятель небіжчика (фільм)
«Приятель небіжчика» (рос. «Приятель покойника») — українсько-французький художній фільм 1997 року, знятий за повістю Андрія Куркова «Любий друг, приятель небіжчика».
Займає 65-67-у позицію у списку 100 найкращих фільмів в історії українського кіно.

## Сюжет
Епоха «дикого капіталізму» щосили набирала обертів, коли Анатолія кинула дружина. Молодий, вродливий і розумний, зі знанням іноземної мови, але чомусь ніяк не вписувався в сучасне, абсолютно незбагненне для нього життя. Як нитка Аріадни в світі нової моралі стала для нього зустріч з колишнім однокласником Дімою, що успішно торгував у комерційному кіоску. Життя стає схожим на кіно. Необдуманий і легковажний вчинок Анатолія став першою ланкою в ланцюзі подій, в результаті яких було вбито чоловіка, що сам є найманим убивцею. Маленький син цієї людини назвав Анатолія татом… Як поведеться після цього Анатолій? Чи стане він батьком малому? Чи займе місце кілера?

## Актори
- Олександр Лазарєв (молодший) — Анатолій
- Анжеліка Неволіна — Катя
- Олена Корікова — Марина
- Тетяна Кривицька — Лена-Віка
- Євген Пашин — Діма
- Сергій Романюк — Іван
- Анатолій Матешко — Борис
- Костянтин Костишин — Костя
- Валентина Ілляшенко — барменша
- Ростислав Янковський — Ігор Львович
- Олексій Гончаренко — Вадим Семенович
- Шубра Чакраборті — індійський бізнесмен
- Олена Стефанська — Аліса
- Борис Зеленецький — фотограф
- Тамара Плашенко — суддя
- Валентина Салтовська — злиденна старенька
- Галина Черняк, Юлія Волчкова, Алла Титова, Борис Александров, Альоша Кузнецов, Людмила Травникова, Святослав Бернацький, Тетяна Шеліга, Олександр Кущ, Олексій Богданович (друг Каті), Олексій Зубков, Леонід Бойко, Олена Коровка, Наталя Цеценко, Антон Мухарський та інші.

## Знімальна група
- Режисер-постановник: В'ячеслав Криштофович
- Сценарист: Андрій Курков
- Оператор-постановник: Вілен Калюта
- Художник-постановник: Роман Адамович
- Композитор: Володимир Гронський
- Звукорежисер: Георгій Стремовський
- Монтажер: Елеонора Суммовська
- Художник-гример: Алла Мельник
- Художник по костюмах: Людмила Сердінова
- Художник-декоратор: Анатолій Подопригора
- Редактор: Інеса Размашкіна
- Запис музики: Юрій Щелковський
- 1-й асистент режисера: Зінаїда Мамонтова, 1-ші асистенти оператора: Віктор Лисак, Майя Степанова
- Комбіновані зйомки: Микола Шабаєв
- Художник-фотограф: Віталій Запорожченко
- Директор картини: Микола Весна
- Народну пісню «Сосонка» виконує Ніна Матвієнко

## Нагороди
- 1997 — Приз за найкраще виконання ролі непрофесіоналом — Тетяні Кривицькій на кінофестивалі Стожари
- 1998 — Премія «Золотий Овен» у номінації Найкращий режисер — на кінофестивалі «Кінотавр — 98» у Сочі
- 1997 — номінація на премію Фелікс за найкращий європейський сценарій
- 1997 — МКФ «Лістапад» (Мінськ, Білорусь) — спеціальний приз і диплом За гармонійну єдність і художню цілісність фільму